# Nora Bergslags Järnväg
Nora Bergslags järnväg, NBsJ –1946, NBJ 1946–, var ett privatägt bolag som bedrev järnvägstrafik under stora delar av 1900-talet.

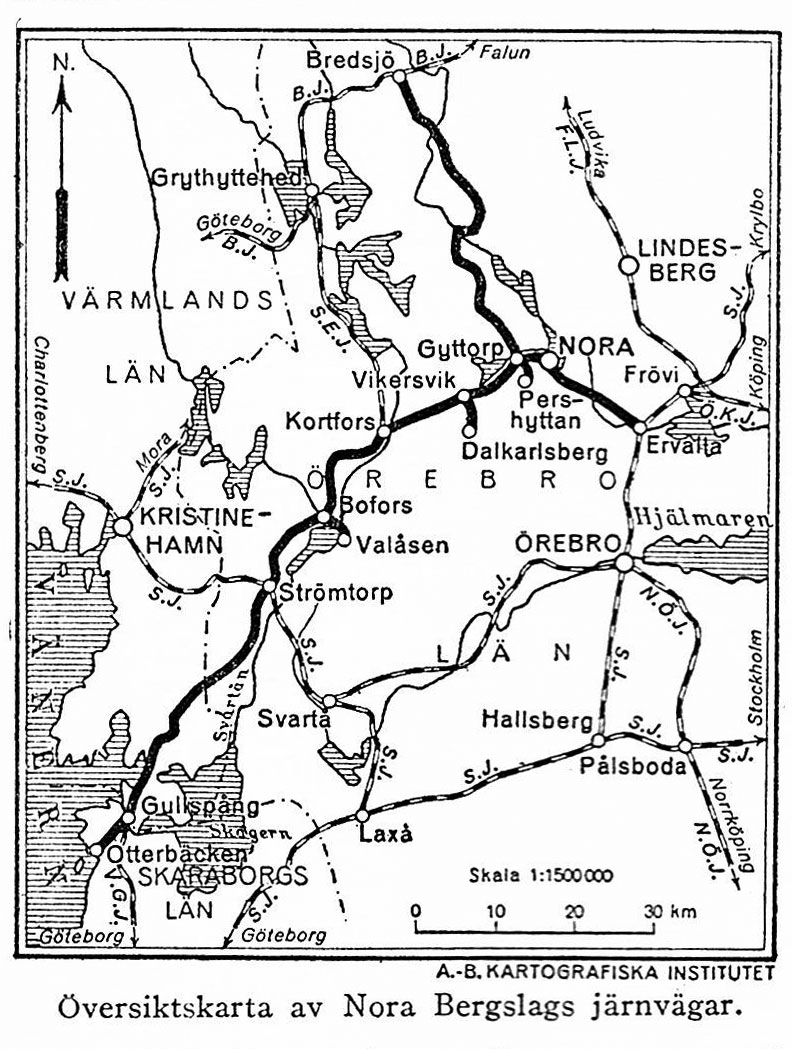
NBJ. Karta 1926.

## Historia
Järnvägsbolaget bildades 1905 genom en sammanslagning av Nora-Ervalla Järnväg och Nora-Karlskoga Järnväg, inklusive delar av Bredsjö-Degerfors Järnväg, nämligen sträckan Striberg-Bredsjö som breddats till normalspår. Bolaget bedrev järnvägstrafik med egna fordon och bana, sammanlagt 173 km på sträckorna Bredsjö – Gyttorp – Karlskoga – Otterbäcken och Gyttorp – Nora – Ervalla. De produkter som huvudsakligen transporterades var järnmalm, järn, kalksten, träkol och trävaror. Persontrafiken figurerade i kalkylerna men endast som en bisak. Efter 1920 var transporten av exportmalm  järnmalm från traktens gruvor till hamnen i Otterbäcken betydande.
Persontrafiken var av liten omfattning och upphörde 1966, då den helt överfördes till den trafik med landsvägsbussar som bolaget också bedrev. När gruvorna i Bergslagen lades ned mot slutet av 1960-talet, försvann inkomsterna från malmtransporterna. Övrig godstrafik var inte tillräckligt lönsam att driva järnvägen vidare. I mitten av 1970-talet började bolaget avvecklas och 1979 övertogs de kvarvarande delarna av SJ. Bansträckningen Gyttorp - Bredsjö revs upp 1979, men det finns rikligt med järnvägshistoriska minnen kvar efter linjen.
På den sydligaste delen mellan Strömtorp och Otterbäcken fortsatte godstrafiken fram till 1994. Delen Gullspång – Otterbäcken revs upp 2002, men sträckan Strömtorp – Gullspång ligger kvar och har öppnats för dressintrafik med utgångspunkter i Konsterud och Gullspång, där banan ansluter till ett sidospår till Kinnekullebanan. Återupptagen godstrafik aktualiserades i början av 2000-talet, då med tankar om ett sidospår till Bäckhammars pappersbruk från Konsterud.
I dag bedrivs kommersiell trafik endast på 22 kilometer av den återstående banan mellan Strömtorp och Bofors. Sträckan Ervalla – Nora – Gyttorp - Karlskoga trafikeras av Nora Bergslags Veteran-Jernvägs museijärnväg.
Både järnvägens tid med trafik och veteranjärnvägen spelar viktiga roller i Maria Langs deckare Ånglok 16 på fel spår från 1987.